# Rio Piracuama
O Rio Piracuama é um rio que banha o estado de São Paulo, no Brasil. É formado por riachos de águas frias e cristalinas oriundas das vertentes da Serra da Mantiqueira, na Região Sudeste do Brasil. Ao atingirem a planície do Vale do Paraíba, reúnem-se para formar o rio Piracuama, pedregoso e barulhento. Alguns quilômetros antes de lançar seu caudal no Rio Paraíba do Sul, o Piracuama invade a área do Balneário Reino das Águas Claras, de domínio da Estrada de Ferro Campos do Jordão, no quilômetro 17, para compor uma paisagem extremamente agradável, com imagens da literatura infantil de Monteiro Lobato. O rio encontra-se impróprio para banho devido à poluição pelo coliformes fecais (Escherichia Coli).

## Etimologia
"Piracuama" é um termo com origem na língua tupi: significa "promissora enseada dos peixes", através da junção dos termos pirá (peixe), kûá (enseada) e rama (promissor).